# قرية الحباسي (انويرات)
قرية الحباسي هي إحدى مشيخات المملكة المغربية، تتبع جغرافيا لإقليم سيدي قاسم وإداريًا لانويرات. يقدر عدد سكانها بـ 7376 نسمة حسب الإحصاء الرسمي للسكان والسكنى لسنة 2004.